# Битва при Лоосе
Битва при Лоосе — крупное сражение Первой мировой войны, проходившее с 25 сентября по 8 октября 1915 года во Франции на Западном фронте. Для войск Великобритании это была самая крупная операция в 1915 году. В этой битве англичане впервые применили отравляющий газ. В то же время операция при Лоосе стала боевым крещением так называемой Армии Китченера — подразделений, набранных из сотен тысяч молодых добровольцев, пришедших на призывные пункты уже после начала войны. Французы и англичане планировали прорвать немецкую оборону в районе Артуа и Шампани. Несмотря на более разумные методы проведения пехотных атак, чем в прежние месяцы, а также большое количество использованных боеприпасов и лучшее снаряжение, франко-британские атаки закончились очень скромными результатами. На большей части фронта немцы смогли удержать свои позиции. И лишь в нескольких местах войска Антанты смогли немного продвинуться вперёд и закрепиться. Газовая атака британцев не привела к бегству немцев, а артиллерийская подготовка была слишком короткой, чтобы уничтожить ряды колючей проволоки или подавить вражеские пулемётные гнезда. Немецкая тактика в вопросах обороны оказалась на очень высоком уровне. В целом битва закончилась поражением британцев, которые понесли при этом огромные потери. Само сражение считается частью Третьей битвы при Артуа.

## Предыстория
Командование Антанты планировало провести осенью 1915 года масштабное наступление. Французы считали, что лучшим местом для прорыва немецкого фронта будет район Артуа. Однако командующие силами Великобритании, фельдмаршал Джон Френч и генерал Дуглас Хейг, считали территорию к югу от каналов в коммуне Ла-Басе слишком сложной для наступления: регион изобиловал сооружениями для угледобычи и отвалами шлака. То есть был очень удобен для обороны. Более того, ещё в июле разведка англичан обнаружила, что на некотором расстоянии от уже существующей линии траншей немцы строят вторую мощную оборонительную линию. Однако на совещании союзного командования в Фревенте 27 июля фельдмаршалу Френчу не удалось убедить французского командующего Фердинанда Фоша, что атаки имеют весьма призрачные шансы на успех. Споры продолжались до августа. Однако на стороне Фоша оказался и французский маршал Жозеф Жоффр, чьё мнение считалось авторитетным. С 21 августа британские командиры были напрямую подчинены Герберту Китченеру, военному министру Великобритании, и он также поддержал позицию французских союзников. Главная надежда на успех была связана с использованием отравляющих газов. Ещё 3 мая 1915 года англичане получили ядовитые вещества, но ни разу их не применяли. На совещании британских офицеров, состоявшимся 6 сентября, Хейг объявил своим подчинённым, что использование хлора должно обеспечить успешное продвижение на Дуэ и Валансьен. Главное — сохранить все планы в тайне и провести атаку внезапно.

## Планы британского командования
Битва при Лоосе стала уже третьей операцией, в которой активную роль должны были сыграть специальные Королевские тоннельные инженерные роты, призванные создавать проходы (в том числе подземные) для наступающих частей на ничейной землей, а также устанавливать в глубоких шахтах мины под позициями врага.
Френч решил оставить крупный резерв на случай прорыва немецкой обороны, чтобы быстро ввести его в бой для развития успеха. В него были включены Кавалерийский корпус, Индийский кавалерийский корпус и XI корпус (под командованием генерал-лейтенанта Ричарда Хакинга), в который входили Гвардейская дивизия, а также 21-я и 24-я дивизии. Две последние были сформированы из новобранцев Армии Китченера. Эти солдаты лишь недавно прибыли во Францию и не имели боевого опыта. Арчибальд Мюррей, Начальник Генерального штаба Великобритании сообщил французским союзникам, что эти отряды только что прошли обучение и не подходят для окопной войны. Очень скептически был настроен и Френч. Однако по настоянию Хейга и Фоша, которые считали, что резервы следует использовать уже в первый же день, Френч согласился перебросить эти части как можно ближе к фронту. Однако в реальности резервные подразделения всё равно оказались достаточно далеко от зоны запланированных атак.
Помимо прочего, Хейг сетовал на нехватку боеприпасов для артиллерии. Это означало, что предварительный обстрел немецких позиций, необходимый для обеспечения успеха всей операции, будет непродолжительным. Англичане имели в распоряжении всего 533 орудия. Этого было недостаточно для линии прорыва шириной в 10 км. Сразу было ясно, что «перемолоть» оборонительные позиции немцев не удастся. Но британское командование очень большие надежды возлагало на успех газовой атаки.
К сожалению, командование Антанты в то время не понимало, что немецкая оборонительная тактика включает размещение второй линии пулемётных гнезд на обратных склонах холмов. То есть наблюдателям они оставались не видны. А во время артобстрела первой линии эти позиции оставались неповреждёнными. В последующем станет понятно, что для прорыва хорошо укреплённой линии фронта нужны гаубицы и фугасные снаряды.

## Ход сражения

### Перед атакой

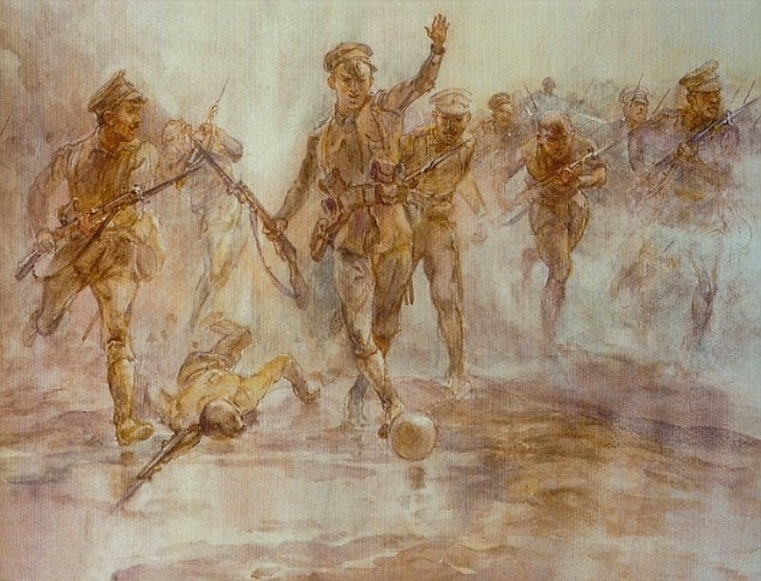
Стрелок Фрэнк Эдвардс возглавляет атаку в битве при Лоосе

Начало британской атаки было запланировано на 6:30. Непосредственно перед ней было использовано около 140 тонн газообразного хлора. Но всё сложилось не в пользу англичан. Во многих местах газы из-за ветра окутали британские позиции. Лишь на отдельных участках серьёзно пострадали некоторые немецкие солдаты. Но и здесь англичане не смогли добиться успеха. Из-за неэффективности английских противогазов, многие солдаты снимали их. Во-первых, окуляры быстро запотевали и солдаты ничего не видели, а во-вторых, в этих противогазах солдаты задыхались от удушья из-за неудачной конструкции. В итоге британские солдаты во время атаки сами отравились выпущенными газами.
Желая быть поближе к месту битвы, Френч разместил командный пункт в Лилье, примерно в 32 км от фронта Первой армии. Однако здесь не удалось обеспечить прямую телефонную связь с главным штабом. Всё это очень скверно отразилось на скорости принятия решений.

### 25 сентября
На большинстве участков британской артиллерии не удалось разрушить немецкие заграждения из колючей проволоки и подавить пулемётные гнёзда. Британские инженеры, обслуживающие баллоны с ядовитым газом, действовали нерешительно, так как ветер в день первой атаки оказался переменчив. Но по приказу генера Хьюберта Гофа баллоны с отравляющим веществом открыли полностью. В итоге значительная часть газа попала в британские окопы и ещё до атаки англичане стали нести серьёзные потери.
После сигнала солдаты Антанты пошли в атаку. Но в рядах колючей проволоки быстрое продвижение застопорилось. А на открытом пространстве британцы были хорошо видны. В результате их почти в упор расстреливали немецкие пулемётчики. То есть потери британцев сразу оказались очень высокими. В районе деревни Лос-ан-Гоэль британцам всё же удалось прорвать немецкую оборону. Сама деревня оказалась захвачена. Но проблемы со снабжением (у многих солдат кончились боеприпасы) и со связью (не удалось быстро призвать резерв) не позволили развить этот успех. До 10:00 Хейг не имел точной информации о положении в зоне атак. С 11:00 до 11:30 на командном пункте Френча находился Хейг. Но приказ о продвижении в зону прорыва резервов отправили не по телефону, а связным. В итоге до офицеров резерва он был доведён только в 12:10. При этом заранее не были подготовлены хорошие дороги к передовой. После дождей земля превратилась в месиво и большинство солдат резерва шли к зоне прорыва не только весь день, но и ночь. Передвигаться приходилось гуськом, утопая в грязи.

### 26–28 сентября
Когда на следующий день бои возобновились, немцы уже успели оперативно перебросить в зону прорыва подкрепления и восстановить разрушенные оборонительные позиции. Значительная часть заграждений из колючей проволоки (в некоторых местах глубина этих линий достигала 9 метров), оставалась неповреждённой. При этой британцы уже полностью использовали свой запас хлора, на который так рассчитывали, планируя наступление. Британские попытки продолжить наступление с использование подошедших резервов оказались провальными. За четыре часа брошенные в атаку 12 батальонов потеряли 8000 человек (всего в их составе было 10 тысяч солдат). Предварительный артобстрел из-за нехватки снарядов продолжался всего двадцать минут и, по всей видимости, не принёс никакого вреда немецкой обороне. Позднее немецкие пулеметчики рассказывали, что были в шоке от вида такого количества трупов. Кое-где немцы даже прекращали стрельбу, чтобы британцы могли вынести раненых.
28 сентября Френч заявил Фошу, что есть шанс развить успех к северу от высоты 70, так называемого Редута Гогенцоллерна. Однако Фош уже не был столь оптимистичен, как до начала наступления. Более того, Хейг заявил, что солдаты уже не в состоянии двигаться дальше. Наступило затишье. А вскоре британцы вернулись на исходные позиции. Общие потери составили 20 тысяч человек. Среди убитых были три генерал-майора.

### Действия авиации
Королевский лётный корпус в этой время находился под командованием бригадного генерала Хью Тренчарда. В битве при Лоосе приняли участие 1-я, 2-я и 3-я эскадрильи. Ими командовали полковники Эдвард Ашмор, Джон Сэлмонд и Сефтон Бранккер. Перед артобстрелов британские самолёты совершили несколько вылетов, чтобы обнаружить размещение немецких пулемётных гнёзд и артиллерии. Лётчики с помощью раций пытались прямо в полёте корректировать огонь своих артиллеристов. Позднее пилоты даже пытались проводить бомбардировку немецких позиций (практически впервые в истории авиации). Самолеты сбросили несколько 45-кг бомб. Но серьёзных разрушений в немецкой обороне добиться не удалось.

## Последствия

### Потери
Суммарные потери британской армии во время атак на немецкие позиции в течение четырёх дней достигли почти 50 тысяч солдат. Это очень много, если учесть, что всего на Западном фронте в 1915 году потери Великобритании составили 285 тысяч солдат. В боях при Лоосе погибли 54 старших офицера.
Немецкие потери во время битвы составили 26 тысяч человек.

### Мнение очевидцев
Британские офицеры, находившиеся на передовой, считали главной причиной поражения ошибки верховного командования. В частности, солдаты, захватившие стратегически важную высоту 70 (Редут Гогенцоллерна), оказались не только под перекрёстным обстрелом с соседних немецких позиций, но и подверглись мощному немецкому артобстрелу. Фактически британских солдат методично расстреливали. У них не было пулемётов, они не получали поддержку своей артиллерии, не могли получить помощь резервов и остались почти без боеприпасов. В частности от этом писал Артур Бигдж. Лишь благодаря смелости британских солдат высоту удалось удерживать в течение нескольких дней.

### Немецкие контратаки
В начале октября немцы начали контратаки, чтобы отбить столь важную позицию, как редут Гогенцоллерна. Уже 3 октября это им удалось. 8 октября немцы попытались отбить те свои бывшие оборонительные линии, которые ещё оставались в руках англичан. Туманная погода затрудняла корректировку артиллерийского огня. Одновременно британцы и французы оказали отчаянное сопротивление. Немцы потеряли до 3000 солдат, но практически не продвинулись вперёд. Это в свою очередь вдохновило командование Антанты на подготовку новой атаки в районе Лооса. 13 октября британские солдаты пошли вперёд. Но атака провалилась.
Хейг считал, что можно будет попробовать организовать новую попытку прорыва 7 ноября. Но начавшиеся проливные дожди заставили его отказаться от этой идеи.

### Перемены в командовании
Ошибки Френча в подготовке операции были очевидны. Он не смог вовремя поддержать успех своих солдат введением в бой резервов, а также не сумел обеспечить своевременную артиллерийскую поддержку. Поражение под Лоосом стало одной из важных причин, по которой в декабре 1915 года Френч был заменен Дугласом Хейгом на посту главнокомандующего британскими силами на Западном фронте.

## Память

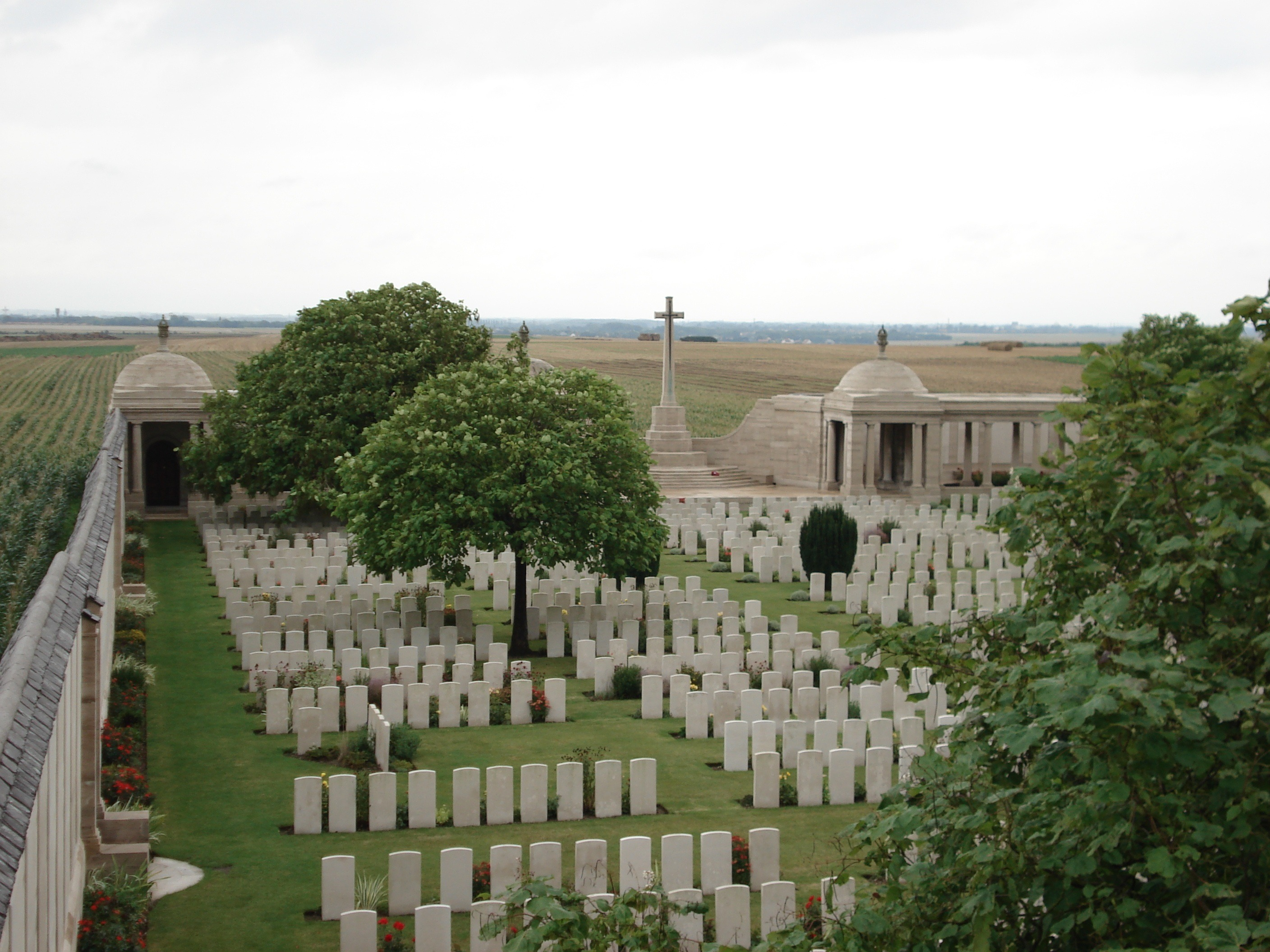
Кладбище и мемориал в честь воинов, погибших в битве

На месте битвы создан мемориал в память о погибших воинах. Кладбище с братскими могилами и надгробиями расположено к северо-западу от селения Лос-ан-Гоэль.
Драматические события, связанные с битвой, описаны а ряде воспоминаний произведений. Так, сражение описал в своих военных мемуарах под названием «Прощай, все это» (1929) ветеран и писатель Роберт Грейвс. Также о битве рассказал Патрик Макгилл, который был ранен при Лоосе в октябре 1915 года. Ещё одно яркое описание битвы оставил в своём автобиографическом романе «Великий толчок» (1916) и Джеймс Норман Холл. В этом повествовании упомянуты и многие весьма неприглядные факты, связанные с деятельностью чиновников из ведомства Артура Китченера.
На этой битве погиб единственный сын английского писателя Редьярда Киплинга, второй лейтенант 2-го батальона Ирландской гвардии Джон Киплинг в возрасте 18 лет. 7 октября 1915 года The Times опубликовала сообщение о ранении и пропаже сына Киплинга. Редьярд Киплинг искал долгое время своего сына в полевых госпиталях и расспрашивал сослуживцев о случившемся, однако Джон Киплинг был официально объявлен мертвым лишь в 1992 году. 

## Примечание
1. ↑  Hart, 2014.
2. ↑  GWL Magazine » Epitaphs of War. archive.fo (10 мая 2014). Дата обращения: 25 декабря 2024. Архивировано из оригинала 10 мая 2014 года.